# Pięciornik płonny
Pięciornik płonny (Potentilla sterilis (L.) Garcke) – gatunek rośliny należący do rodziny różowatych (Rosaceae Juss.). Występuje w Europie. W Polsce jest gatunkiem bardzo rzadkim; rośnie tylko w części południowo-zachodniej. Współcześnie znany tylko z dwóch stanowisk, położonych na Wale Trzebnickim oraz na Przedgórzu Sudeckim.

## Morfologia

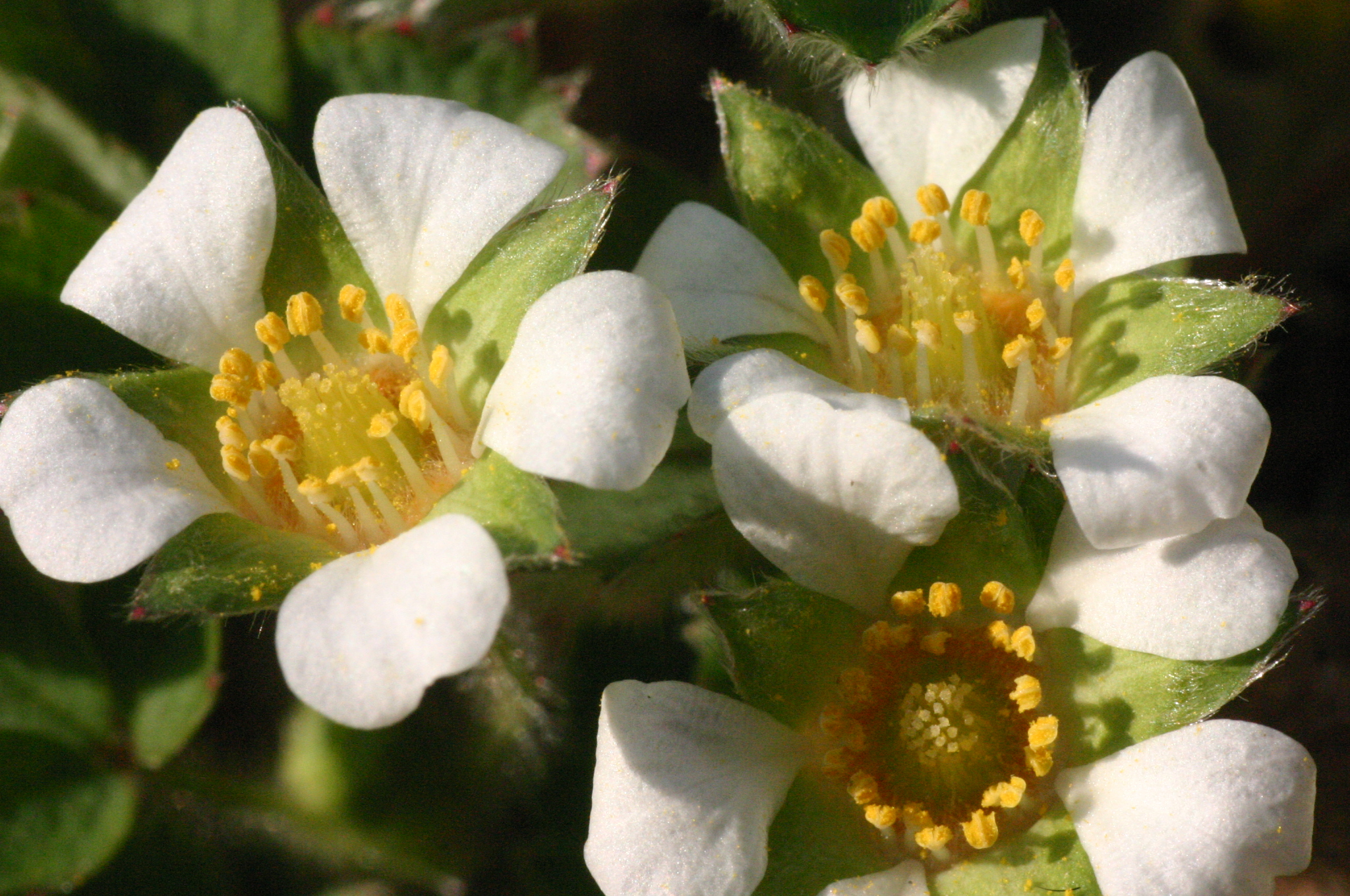
Kwiaty

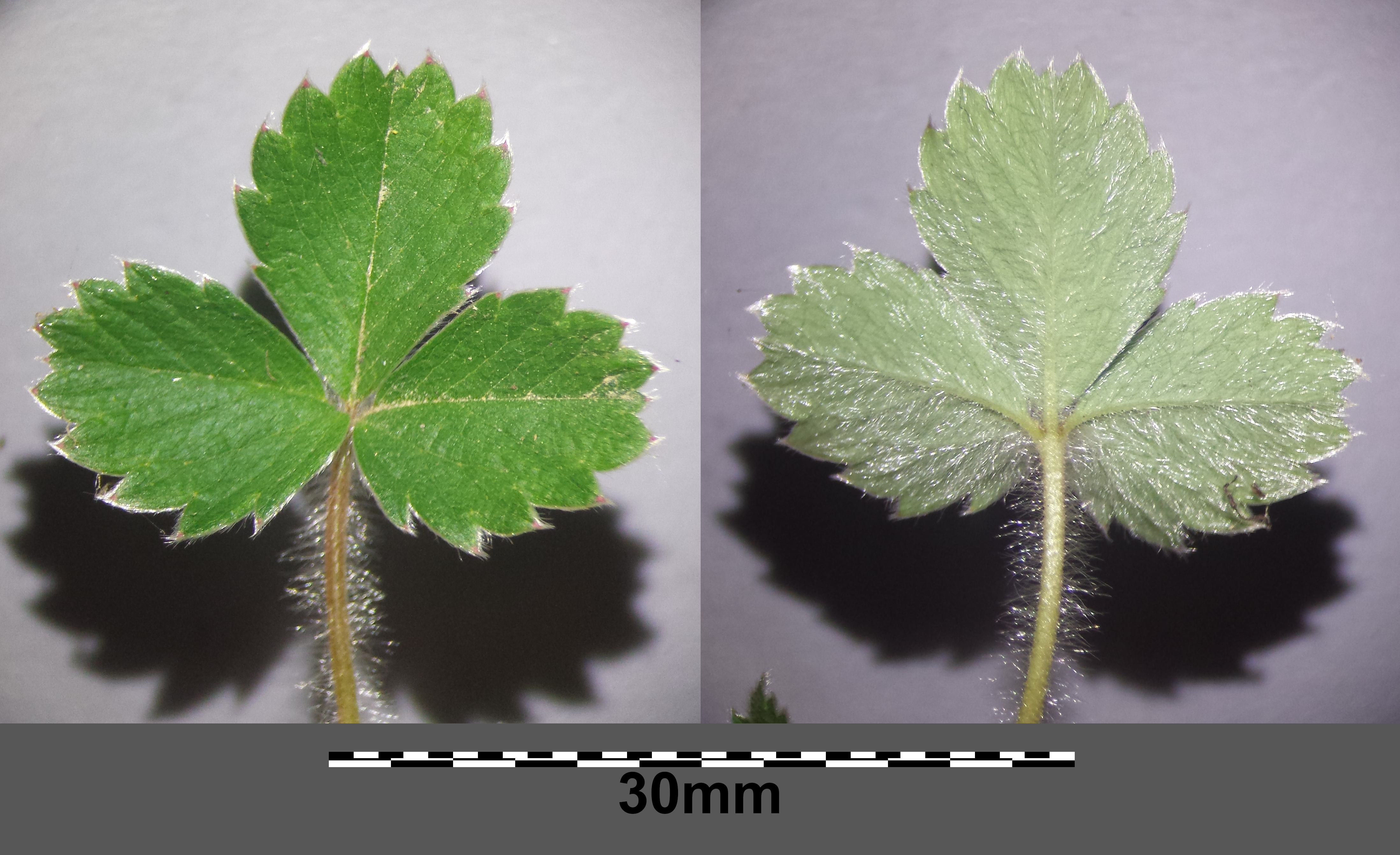
Liść

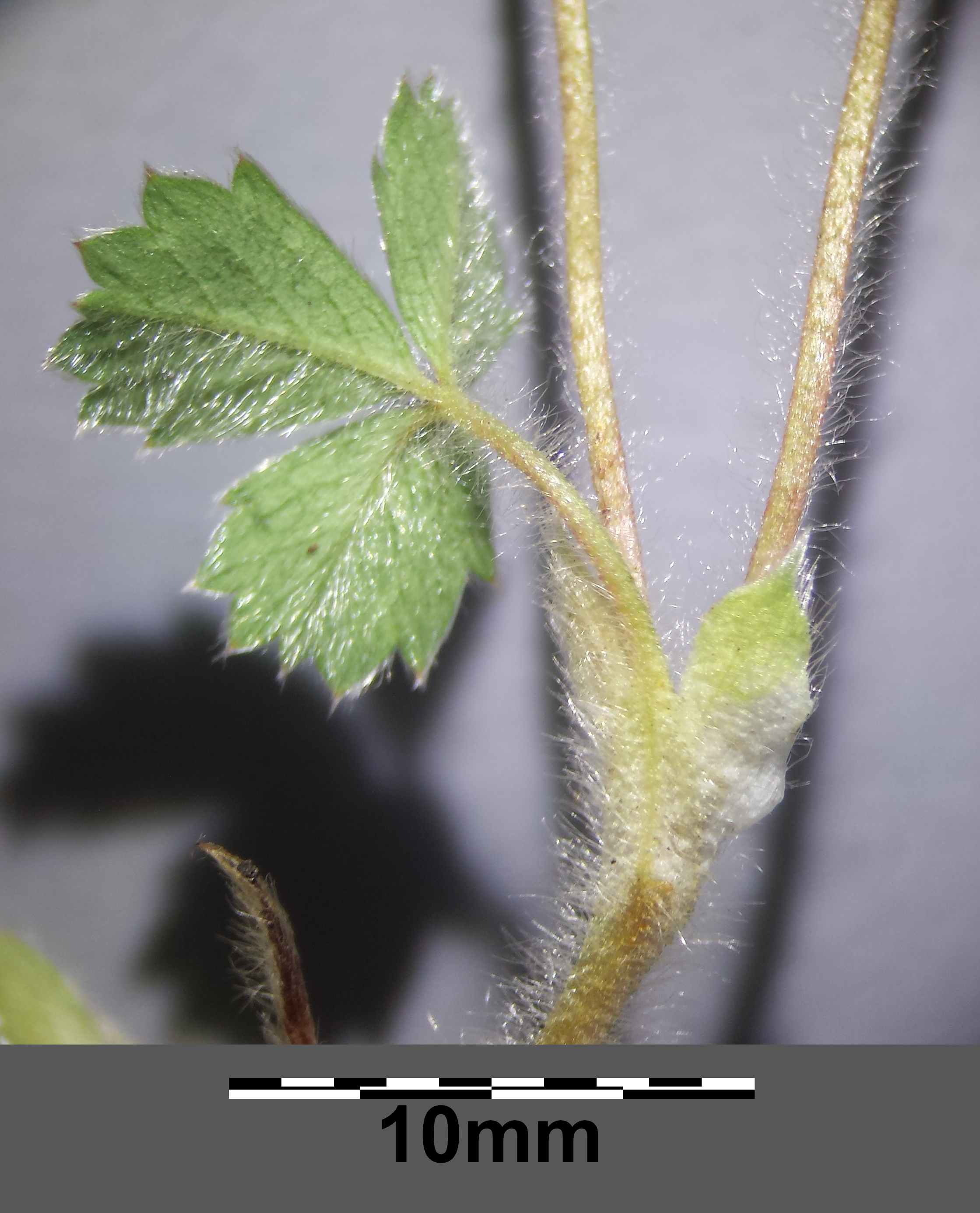
Łodyga, przylistek

PokrójRoślina rozłogowa.
ŁodygaŁodygi do 8 cm wysokości, każda zwykle z dwoma liśćmi i dwoma kwiatami.
LiścieLiście odziomkowe 3-listkowe. Listki szerokojajowate lub koliste, karbowane na szczycie, owłosione na dolnej stronie.
KwiatyBiałe, o średnicy 1–1,5 cm. Wewnętrzna strona działek kielicha zielona (cecha różniąca gatunek od pięciornika drobnego).
OwocOwłosiony na stronie brzusznej.

## Biologia i ekologia
Bylina. Rośnie w lasach liściastych. Kwitnie w kwietniu i maju.

## Zagrożenia i ochrona
Kategorie zagrożenia gatunku:
- Kategoria zagrożenia w Polsce według Czerwonej listy roślin i grzybów Polski (2006)[8]: E (wymierający, krytycznie zagrożony); 2016: CR (krytycznie zagrożony)[9].
- Kategoria zagrożenia w Polsce według Polskiej czerwonej księgi roślin (2001): EX (wymarły); 2014: CR (krytycznie zagrożony)[6].

Gatunek objęty w Polsce ochroną ścisłą.